# Valveless

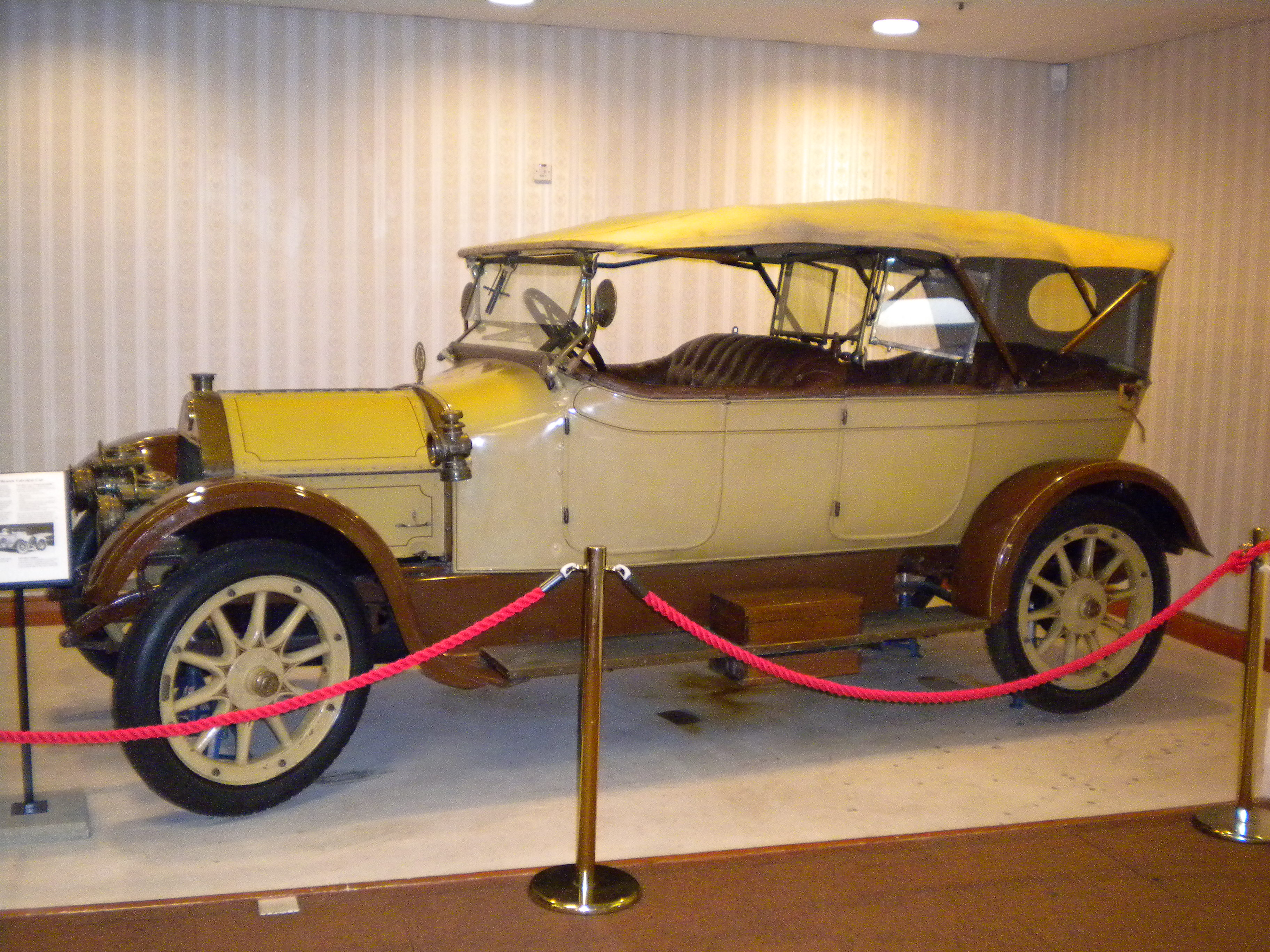
Valveless David Brown & Sons (DBS) de 1914 en el Museo Tolson

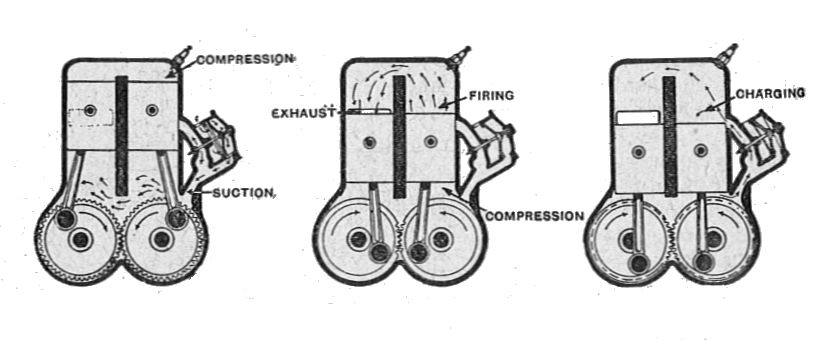
Motor de pistón doble de los automóviles "Valveless"

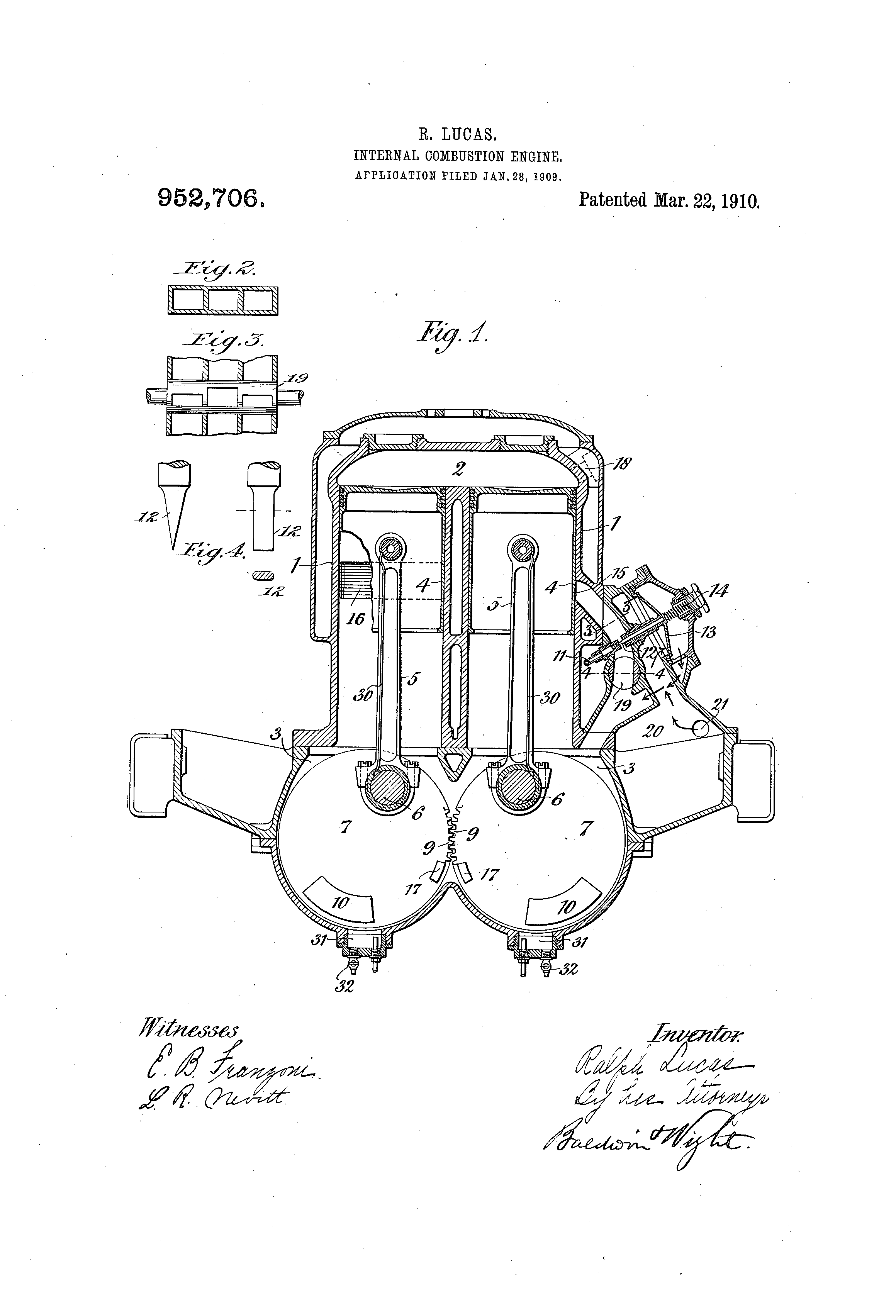
Plano realizado por Ralph Lucas en la Patente Estadounidense US952706A

El Valveless fue un automóvil inglés fabricado, después de un largo desarrollo, desde 1908 hasta 1915 en Huddersfield, Yorkshire. Su nombre (en inglés, valveless significa "sin válvulas") hace referencia a que el diseño de su motor de dos tiempos carecía de válvulas. Sucesor del Ralph Lucas Valveless, el automóvil marcó la entrada del grupo David Brown & Sons en la fabricación de motores. Utilizaba un modelo de motor de pistón doble de dos tiempos de 20 o 25 CV. En la publicidad se anunciaba que este motor "solo tiene seis partes funcionales": dos pistones, dos bielas y dos cigüeñales, que estaban engranados juntos y giraban en sentido contrario. Este es un tipo de configuración de motor conocido como motor de pistón doble, ya que es efectivamente un solo cilindro dividido en dos, compartiendo una única cámara de combustión.

## Modelos
- 1908

20 hp 2 cilindros 133 x 140 = 3,891 litros
- 1909-1911

25 hp 2 cilindros 133 x 140 = 3,891 litros
- 1911-1915

15 hp 2 cilindros 112 x 127 = 2,503 litros
- 1913

15 hp 2 cilindros 118 x 127 = 2,503 litros
- 1913-1914

19.9 hp 2 cilindros 127 x 127 = 3,217 litros
- 1915

19.9 hp 2 cilindros 127 x 133 = 3,546 litros
Los automóviles con motores más pequeños tenían distancias entre ejes ligeramente más cortas y, por lo tanto, eran más livianos.